# 特別功労教授
特別功労教授(とくべつこうろうきょうじゅ)は、主に米国の大学において設置されている教員の職位、あるいは名誉称号のひとつ。
著名な大学ではハーバード大学、ノースウェスタン大学、ミネソタ州立大学、ワイオミング大学などで特別功労教授の職位が置かれている。
日本でも国際教養大学が名誉称号の一つとして特別功労教授の称号を定めている。